# علی ریاض (بازیکن فوتبال)
علی ریاض (انگلیسی: Ali Riadh؛ ۶ ژوئن ۱۹۰۴ – ۳۱ ژانویهٔ ۱۹۷۸) بازیکن فوتبال اهل مصر بود.
وی همچنین در تیم‌های ملی فوتبال مصر و زیر ۲۳ سال مصر بازی کرده‌است.